# Lorenzo da Prato
Lorenzo da Prato (fl. XV secolo) è stato un organaro italiano attivo nel XV secolo.
Figlio di Giacomo da Prato, organaro toscano tra i più celebri del tempo, fu molto attivo in Toscana, nell'Italia centrale e meridionale.
Dal 1471 al 1475 costruì l'organo monumentale posto in "Cornu Epistolae" nella Basilica di San Petronio a Bologna, che attualmente rappresenta il più antico organo monumentale esistente in Italia (sebbene abbia subito rimaneggiamenti nei secoli, tanto che di originale resta solo parte del materiale fonico e la cassa in stile gotico). Nel 1475 iniziò la costruzione di un nuovo organo per la chiesa degli Eremitani di Padova.